# سیرز کانادا
سیرز کانادا (انگلیسی: Sears Canada) شرکت خرده‌فروشی کانادایی است، که در سال ۱۹۵۲ تأسیس شد.